# سيسكو (مغني)
سيسكو (مواليد 9 نوفمبر 1978) هو مغني، كاتب أغاني، راقص وممثل أمريكي. أشتهر بأغنية Thong Song التي صدرت في عام 2000.

## روابط خارجية
- سيسكو (مغني) على موقع IMDb (الإنجليزية)
- سيسكو (مغني) على موقع ألو سيني (الفرنسية)
- سيسكو (مغني) على موقع ميوزك برينز (الإنجليزية)
- سيسكو (مغني) على موقع أول موفي (الإنجليزية)
- سيسكو (مغني) على موقع إن إن دي بي (الإنجليزية)
- سيسكو (مغني) على موقع أول ميوزيك (الإنجليزية)
- سيسكو (مغني) على موقع ديسكوغز (الإنجليزية)
- سيسكو (مغني) على موقع ديسكوغز (الإنجليزية)
- سيسكو (مغني) على موقع قاعدة بيانات الفيلم (الإنجليزية)
- سيسكو (مغني) على موقع كينوبويسك (الروسية)